# Marcel Hoffmeier
Marcel Hoffmeier (Geseke, 15 luglio 1999) è un calciatore tedesco, difensore del Paderborn.

## Carriera
Cresciuto nel Lippstadt 08, il 13 maggio 2019 passa al Preußen Münster, con cui firma un triennale. Il4 giugno 2022 si trasferisce al Paderborn

## Statistiche

### Presenze e reti nei club
Statistiche aggiornate al 21 gennaio 2024.
| Stagione               | Squadra                | Campionato             | Campionato | Campionato | Coppe nazionali | Coppe nazionali | Coppe nazionali | Coppe continentali | Coppe continentali | Coppe continentali | Altre coppe | Altre coppe | Altre coppe | Totale | Totale |
| Stagione               | Squadra                | Comp                   | Pres       | Reti       | Comp            | Pres            | Reti            | Comp               | Pres               | Reti               | Comp        | Pres        | Reti        | Pres   | Reti   |
| ---------------------- | ---------------------- | ---------------------- | ---------- | ---------- | --------------- | --------------- | --------------- | ------------------ | ------------------ | ------------------ | ----------- | ----------- | ----------- | ------ | ------ |
| mar.-giu. 2018         | Lippstadt 08           | OL                     | 11         | 0          | -               | -               | -               | -                  | -                  | -                  | -           | -           | -           | 11     | 0      |
| 2018-2019              | Lippstadt 08           | RL                     | 33         | 3          | -               | -               | -               | -                  | -                  | -                  | -           | -           | -           | 33     | 3      |
| Totale Lippstadt 08    | Totale Lippstadt 08    | Totale Lippstadt 08    | 44         | 3          |                 | -               | -               |                    | -                  | -                  |             | -           | -           | 44     | 3      |
| 2019-2020              | Preußen Münster        | 3.L                    | 2          | 0          | -               | -               | -               | -                  | -                  | -                  | -           | -           | -           | 2      | 0      |
| 2020-2021              | Preußen Münster        | RL                     | 33         | 2          | -               | -               | -               | -                  | -                  | -                  | -           | -           | -           | 33     | 2      |
| 2021-2022              | Preußen Münster        | RL                     | 36         | 3          | CG              | 2               | 1               | -                  | -                  | -                  | -           | -           | -           | 38     | 4      |
| Totale Preußen Münster | Totale Preußen Münster | Totale Preußen Münster | 71         | 5          |                 | 2               | 1               |                    | -                  | -                  |             | -           | -           | 73     | 6      |
| 2022-2023              | Paderborn              | ZL                     | 32         | 1          | CG              | 3               | 0               | -                  | -                  | -                  | -           | -           | -           | 35     | 1      |
| 2023-2024              | Paderborn              | ZL                     | 18         | 0          | CG              | 2               | 0               | -                  | -                  | -                  | -           | -           | -           | 20     | 0      |
| Totale Paderborn       | Totale Paderborn       | Totale Paderborn       | 50         | 1          |                 | 5               | 0               |                    | -                  | -                  |             | -           | -           | 55     | 1      |
| Totale carriera        | Totale carriera        | Totale carriera        | 165        | 9          |                 | 7               | 1               |                    | -                  | -                  |             | -           | -           | 172    | 10     |